# Lagunas metales
«Lagunas metales»  es una canción del grupo de rock de México Molotov, el cual es el segundo sencillo del álbum de estudio denominado Agua Maldita. El sencillo salió a la venta el 15 de mayo de 2014 sin previo aviso a las radios y a las tiendas digitales diferente al lanzamiento del primer sencillo Animo delincuencia. Curiosamente esta canción al principio se pensaba que solo iba a lanzarse al igual que todo el álbum. La canción hace alusión a las bandas de rock y pop de moda en Latinoamérica en los últimos años, también parodiando los nombres en doble sentido, críticas sociales y de fútbol, alternando algunos versos tanto en inglés o español. El estreno se dio en la estación musical Reactor 105.7 en un segmento especial en donde se filtró el nombre del nuevo álbum, la fecha y la portada de este y del sencillo para su venta en ITunes y en formato físico.

## Sinopsis
Inicialmente el propósito de esta canción es expresar la inconformidad de la banda hacia la música de moda y el poco interés de las bandas de compartir y criticar al gobierno, regresa un poco al antiguo sonido que hace referencia al álbum Apocalypshit y con el estilo frecuente de rima.
El título de la canción hace alusión a los episodios psicológicos llamados Lagunas mentales.
En la letra de la canción, algunas bandas y cantantes famosos son mencionados:
- Bersuit Vergarabat
- Maldita Vecindad y los Hijos del Quinto Patio
- Los Amigos Invisibles
- Héroes del Silencio
- Panda
- El Otro Yo
- Manu Chao
- Café Tacvba
- Dread Mar-I
- Andrés Calamaro
- El Tri
- Cri crí
- Brujería
- Charly García
- Los Pericos
- Ely Guerra
- La Gusana Ciega
- Gloria Trevi
- Fobia
- Los Rabanes
- Jaguares
- Las Pelotas
- Animal
- The Killers
- Justin Bieber
- The Police
- Interpol
- Thermo
- Los Tres
- Los Planetas
- Mägo de Oz
- Los toreros muertos
- Pedro Fernández